# Uehara Edwin
Edwin Uehara (sinh ngày 21 tháng 7 năm 1969) là một cầu thủ bóng đá người Nhật Bản.

## Sự nghiệp câu lạc bộ
Edwin Uehara đã từng chơi cho Urawa Reds và Tosu Futures.

## Thống kê câu lạc bộ

### J.League
| Đội        | Năm       | J.League | J.League | J.League Cup | J.League Cup | Tổng cộng | Tổng cộng |
| Đội        | Năm       | Trận     | Bàn      | Trận         | Bàn          | Trận      | Bàn       |
| ---------- | --------- | -------- | -------- | ------------ | ------------ | --------- | --------- |
| Urawa Reds | 1992      | -        | -        | 8            | 1            | 8         | 1         |
| Urawa Reds | 1993      | 19       | 1        | 2            | 0            | 21        | 1         |
| Urawa Reds | 1994      | 4        | 0        | 0            | 0            | 4         | 0         |
| Urawa Reds | 1995      | 0        | 0        | -            | -            | 0         | 0         |
| Tổng cộng  | Tổng cộng | 23       | 1        | 10           | 1            | 33        | 2         |